# Christer Ulfbåge
Per Bo Christer Ulfbåge, född 7 maj 1942 i Falköping, är en svensk sportjournalist och sportkommentator samt tidigare programledare för Sportspegeln och Sportnytt i SVT.
Ulfbåge arbetade bland annat med SVT:s bevakning av längdåkning, skidskytte och friidrott tillsammans med Jacob Hård. Förutom kommentatorsuppdrag och programledare för sportsändningar har han även haft en cameoroll i TV-serien Bert.

## Karriär
Ulfbåge arbetade i många år på Radiosporten, där han bland annat 1974–1980 följde Ingemar Stenmark. 1991 kommenterade han VM-finalen på 100 meter i Tokyo 1991. Senare var Ulfbåge anlitad som värd för SVT:s OS-sändningar, Sportspegeln, Sportnytt samt som kommentator för mycket idrott i direktsändning (till exempel skidskytte, alpint och allt mera golf, som The Masters Tournament). Han kommenterade till exempel skidskyttetävlingar i SVT i flera år tillsammans med Kalle Grenemark, men den 20 mars 2011 trodde man att de hade kommenterat den sista tävlingen tillsammans när TV4 tog över sändningsrättigheterna för ett år. Under hösten 2012 kom dock beskedet att radarparet skulle kommentera ytterligare en skidskyttesäsong i SVT.
Under vintern 2011/2012 kommenterade Ulfbåge tävlingar i såväl backhoppning som alpint.